# Overmundo
Overmundo é um website colaborativo sobre a cultura brasileira lançado em março de 2006 com o objetivo de dar visibilidade na internet à produção cultural brasileira que não é vista na grande mídia. Ele conta com artigos, um guia cultural das cidades brasileiras, uma agenda cultural e um banco de produtos culturais digitais. Qualquer visitante pode criar uma conta e publicar, votar ou sugerir edições ao conteúdo do site
O site foi fundado por Hermano Vianna, Ronaldo Lemos, José Marcelo Zacchi e Alexandre Youssef.
Em 2007 se tornou a primeira página web a receber o prêmio Golden Nica, a principal premiação do festival Prix Ars Electronica, vencendo na categoria comunidades digitais.
O mecanismo de votação é à primeira vista similar ao do site norte-americano Digg, mas em lugar de permitir a publicação de links externos comentados, permite aos usuários a publicação do próprio conteúdo nas diferentes seções. Além disso, o conteúdo permanece por 48h "em edição", quando outros usuário poderão fazer sugestões relativas ao seu conteúdo, e outras 48h em votação, quando a comunidade do site decidirá se o conteúdo será publicado ou não. Todo o conteúdo publicado usa obrigatoriamente uma licença Creative Commons não comercial.
O nome, apesar de sugerir ligação com a palavra "over" em inglês, é oriundo de um poema do modernista brasileiro Murilo Mendes. O site ganhou reconhecimento no Brasil e no exterior. Ethan Zuckermann, diretor do Center for Civic Media do MIT escreveu em 2007 um artigo dizendo estar "impressionado" pela engenhosidade do Overmundo.

## Revista Overmundo
Em 2011 o Instituto Overmundo lançou, de forma virtual e periódica, a Revista Overmundo, que reunia um apanhado de matérias e ilustrações vindas de seus colaboradores. A mesma foi desenvolvida de modo que se sustentasse em diferentes plataformas, tendo versões distintas para iPad e para outros como Kinldle e tablets em geral.
Todo conteúdo da revista era parte integrante do site e disponibilizado sob licença Creative Commons Atribuição-NãoComercial-CompartilhaIgual 3.0 Brasil (CC BY-NC-SA 3.0 BR).
A revista teve seu lançamento oficial em uma cerimônia realizada na Sala Multiuso do Espaço Sesc Copacabana em 9 de maio de 2011, e contou com seis edições publicadas até julho de 2012.
Dentre a equipe fixa da revista atuaram os fundadores do site, Hermano Vianna, Ronaldo Lemos e José Marcelo Zacchi, como diretores conselheiros, Oona Castro, como diretora executiva e a jornalista Cristiane Costa, como editora-chefe.
A Revista é resultado do Prêmio Sesc Rio de Fomento à Cultura de 2010, que contemplou dez, dentre quatrocentos, projetos inscritos em diferentes categorias.

## Prêmios
| Ano  | Prêmio                                        | Categoria            | Resultado | Ref    |
| ---- | --------------------------------------------- | -------------------- | --------- | ------ |
| 2007 | Prix Ars Electronica                          | Comunidades Digitais | Venceu    | [ 1 ]  |
| 2007 | Prêmio Dynamite da Música Independente        | Veículo Online       | Indicado  | [ 11 ] |
| 2010 | Prêmio Sesc Rio de Fomento à Cultura          | Novas Mídias         | Venceu    | [ 12 ] |
| 2011 | Prêmio de Cultura do Estado do Rio de Janeiro | Novas Mídias         | Indicado  | [ 13 ] |